# Еклезіологія
Еклезіологія (грец. ἐκκλησία — церква + грец. λόγος — знання), Вчення про церкву — галузь християнського богослов'я, що вивчає природу і властивості Церкви. Є вченням про Церкву як розділ догматичного богослов'я і як елемент богослов'я того чи іншого св. отця.
У священному Писанні Нового Завіту міститься ряд образів, що розкривають християнське розуміння Церкви та її ролі: образ виноградника (Мф. 20, 1-16; Лк. 13, 6-9); образ виноградної лози і її гілок (Ін. 15, 1 — 8); образ пастиря і стада (Ін. 10, 1-16); образ рибальського невода (Мф. 13, 47-48); образ засіяного поля (Мф. 13, 24-32); образ будівлі, що будується (Еф. 2 , 19-22); образ будинку (1 Тим. 3, 15; Євр. 3, 6); образ шлюбного союзу (Еф. 5, 32); образ нареченої Христової (Еф. 5, 23; 2 Кор. 11, 2); образ граду Божого (Євр. 11, 10); образ матері віруючих (Гал. 4, 26); образ глави і тіла (Еф. 1, 22-23). У книгах Отців Церкви часто зустрічається уявлення про Церкву як про корабель, що перепливає житейське море.
У християнській еклезіології поєднуються 2 аспекти: містичний і канонічний.
- Містичний аспект бачить Церкву як містичне Тіло Христове, для якого Христос — глава;
- Канонічний аспект говорить про єдність Церкви навколо єпископа та про єдність єпископів між собою при безперервності спадкоємства від св. Апостолів, покладених Христом в основу Церкви.

Вчення про Церкву, як одне з найважливіших, знайшло відображення в Нікео-Царгородському Символі віри.
З точки зору православної еклезіології будь-яке відхилення як від віри Церкви (єресь), так і від боготвореної структури Церкви (розкол) неминуче призводить до розриву з Церквою. Цей розрив констатується Церквою у анафемствуванні, тобто заяві про неможливість для Церкви нести далі відповідальність за того чи іншого єретика або розкольника, косніючого у своєму відхиленні.